# Piotr Kozłowski
Piotr Kozłowski (Varsavia, 6 febbraio 1965) è un attore, doppiatore e direttore del doppiaggio polacco.

## Biografia
Si è diplomato alla Scuola Secondaria 21° H. Kołłątaj di Varsavia e all'Accademia Teatrale di Varsavia.
Dal 1988 al 2004 ha collaborato con il Teatro Powszechny di Varsavia.

## Filmografia

### Cinema
- Planeta Krawiec - regia di Jerzy Domaradzki (1983)
- L'anno del sole quieto (Rok spokojnego słońca) - regia di Krzysztof Zanussi (1984)
- Maskarada - regia di Janusz Kijowski (1986)
- Dorastanie - regia di Mirosław Gronowski (1987)
- Spadek - regia di Mirosław Gronowski (1988)
- Prywatne niebo - regia di Janusz Kondratiuk (1989)
- Ostatni dzwonek - regia di Magdalena Łazarkiewicz (1989)
- Europa Europa - regia di Agnieszka Holland (1990)
- Dottor Korczak - regia di Andrzej Wajda (1990)
- Życie za życie: Maksymilian Kolbe - regia di Krzysztof Zanussi (1991)

### Serie televisive
- Miodowe lata - serie TV (1998-2003)
- Na dobre i na złe - serie TV (1999-2008)
- Marszałek Piłsudski - serie TV (2001)
- Bulionerzy - serie TV (2004-2006)
- Kryminalni - serie TV (2004-2007)
- Rodzina zastępcza - serie TV (2005)
- Determinator - serie TV (2007)
- 39 i pół - serie TV (2008-2009)
- Ojciec Mateusz - serie TV (2008-2018)
- Prawo Agaty - serie TV (2013)
- Blondynka - serie TV (2013)

## Doppiaggio
- Bill Hader in Una notte al museo 2 - La fuga
- Clancy Winchester, Lenny Leonard,Professor Frink in I Simpson - Il film
- Morton in Ortone e il mondo dei Chi
- Dag in Barnyard - Il cortile
- Sceriffo in Scooby-Doo Abracadabra-Doo - Il film
- Louis in L'era glaciale 4 - Continenti alla deriva
- Harold in A tutto reality - L'isola, A tutto reality - Azione!, A tutto reality - Il tour
- Francis Magee in Anubis

## Direzione del doppiaggio
- A tutto reality - L'isola
- Skunk Fu!
- Mostri & pirati
- L'era glaciale 3 - L'alba dei dinosauri
- A tutto reality - Azione!
- My Life Me
- Percy Jackson e gli dei dell'Olimpo - Il ladro di fulmini
- Geronimo Stilton
- Super Hero Squad Show
- A tutto reality - Il tour
- Rio
- L'era Natale
- Viaggio nell'isola misteriosa
- L'era glaciale 4 - Continenti alla deriva
- Lo Hobbit - Un viaggio inaspettato
- Lo Hobbit - La desolazione di Smaug
- Lo Hobbit - La battaglia delle cinque armate
- A tutto reality - L'isola di Pahkitew
- A tutto reality - All-Stars
- Rio 2 - Missione Amazzonia